# Rząd Gustava Bauera

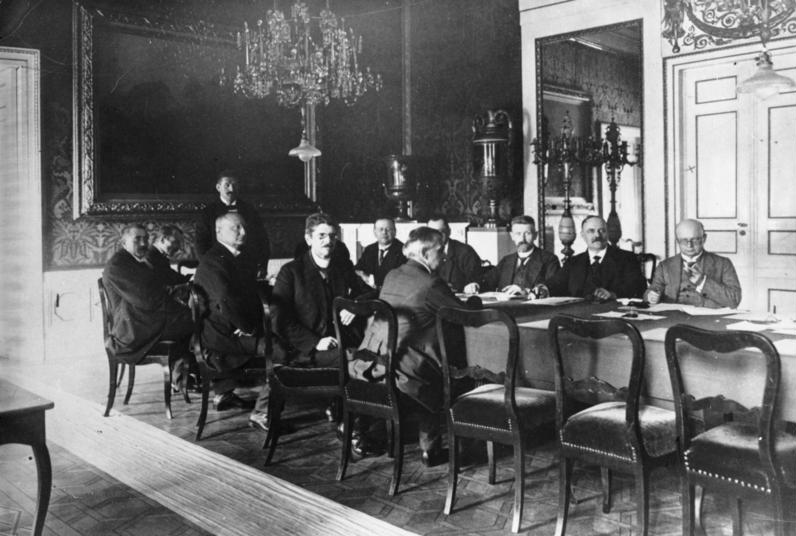
Rząd Bauera, 1919

Rząd Gustava Bauera – 21 czerwca 1919 – 27 marca 1920.
| Funkcja | Imię i nazwisko                                                    | Partia  |
| --- | ------------------------------------------------------------------ | ------- |
| Reichsministerpräsident – Premier Rzeszy (do 14 sierpnia 1919) Reichskanzler – Kanclerz Rzeszy                                                  | Gustav Bauer                                                       | SPD     |
| Stellvertreter des Reichsministerpräsidenten – Wicepremier Rzeszy (do 14 sierpnia 1919) Stellvertreter des Reichskanzlers – Wicekanclerz Rzeszy | Matthias Erzberger (do 3 października 1919) Eugen Schiffer Zentrum | DDP     |
| Minister spraw zagranicznych | Hermann Müller                                                     | SPD     |
| Minister spraw wewnętrznych | Eduard David (do 3 października 1919) Erich Koch-Weser             | SPD DDP |
| Minister sprawiedliwości | Eugen Schiffer                                                     | DDP     |
| Minister finansów | Matthias Erzberger (do 12 marca 1920)                              | Zentrum |
| Minister gospodarki | Rudolf Wissell (do 15 lipca 1919) Robert Schmidt                   | SPD     |
| Minister polityki żywnościowej | Robert Schmidt                                                     | SPD     |
| Minister pracy | Alexander Schlicke                                                 | SPD     |
| Minister obrony | Gustav Noske (do 22 marca 1920)                                    | SPD     |
| Minister transportu | Johannes Bell                                                      | Zentrum |
| Minister poczty | Johannes Giesberts                                                 | Zentrum |
| Minister skarbu Państwa | Wilhelm Mayer (do 30 stycznia 1920)                                | Zentrum |
| Minister kolonii | Johannes Bell (do 7 listopada 1919)                                | Zentrum |
| Minister odbudowy | Otto Geßler (od 25 października 1919)                              | DDP     |
| Minister bez teki | Eduard David (od 3 października 1919)                              | SPD     |